# (1288) Santa
(1288) Santa – planetoida z pasa głównego asteroid okrążająca Słońce w ciągu 4 lat i 330 dni w średniej odległości 2,88 au. Została odkryta 26 sierpnia 1933 w Observatoire Royal de Belgique w Uccle przez Eugène’a Delporte. Nazwa planetoidy została nadana przez E. de Caro, włoskiego astronoma. Przed nadaniem nazwy planetoida nosiła oznaczenie tymczasowe (1288) 1933 QM.